# Myxicola
A Myxicola a soksertéjűek (Polychaeta) osztályának a Sabellida rendjébe, ezen belül a Sabellidae családjába tartozó nem.

## Rendszerezés
A nembe az alábbi 7 faj tartozik:
- Myxicola aesthetica (Claparède, 1870)
- Myxicola fauveli Potts, 1928
- Myxicola infundibulum (Montagu, 1808) - típusfaj
- Myxicola ommatophora Grube, 1878
- Myxicola sarsi Krøyer, 1856
- Myxicola sulcata Ehlers, 1912
- Myxicola violacea (Langerhans, 1884)